# Marcialonga
Marcialonga – długodystansowy bieg narciarski, rozgrywany co roku w ostatnią niedzielę stycznia, w prowincji Trydent w północno-wschodnich Włoszech. Jest to najdłuższy i największy włoski maraton. Trasa biegu liczy 70 km, rozgrywany jest techniką klasyczną. Tylko w 2007 roku bieg skrócono do 57 km z uwagi na problemy ze śniegiem. Bieg ten należy do cyklu Worldloppet i Visma Ski Classics.
Pierwsza edycja biegu miała miejsce w 1971 roku. Początkowo bieg rozgrywano tylko w kategorii mężczyzn. Kobiety do rywalizacji przystąpiły w 1978 roku. Trasa zaczyna się w miejscowości Moena i prowadzi przez dolinę Val di Fassa i miejscowość Canazei do Cavalese w dolinie Val di Fiemme. Rozgrywany jest także krótszy wyścig Marcialonga light na dystansie 45 km i prowadzi z Moeny do Predazzo.
Najwięcej zwycięstw wśród mężczyzn odniósł Włoch Maurilio De Zolt, który zwyciężał czterokrotnie w latach: 1986, 1987, 1991 i 1992. Wśród kobiet najczęściej zwyciężała jego rodaczka Maria Canins, która aż dziesięć razy była najlepsza. Canins wygrała wszystkie edycje maratonu w latach 1979-1988.
Podobnie jak norweski maraton Birkebeinerrennet, Marcialonga ma swoje odpowiedniki w kolarstwie szosowym (Marcialonga Cycling) oraz w biegu przełajowym (Marcialonga Running).

## Lista zwycięzców
| Rok  | Mężczyźni                | Kobiety                      |
| ---- | ------------------------ | ---------------------------- |
| 2025 | Andreas Nygaard          | Emilie Fleten (2)            |
| 2024 | Runar Skaug Mathisen     | Emilie Fleten                |
| 2023 | Emil Persson (2)         | Magni Smedås                 |
| 2022 | Jermił Wokujew           | Ida Dahl                     |
| 2021 | Emil Persson             | Lina Korsgren                |
| 2020 | Tore Bjørseth Berdal     | Kari Vikhagen Gjeitnes       |
| 2019 | Petter Eliassen          | Britta Johansson Norgren (3) |
| 2018 | Ilja Czernousow          | Britta Johansson Norgren (2) |
| 2017 | Tord Asle Gjerdalen (3)  | Kateřina Smutná (2)          |
| 2016 | Tord Asle Gjerdalen (2)  | Britta Johansson Norgren     |
| 2015 | Tord Asle Gjerdalen      | Kateřina Smutná              |
| 2014 | Simen Østensen           | Julija Tichonowa             |
| 2013 | Jørgen Aukland (4)       | Seraina Boner (2)            |
| 2012 | Jørgen Aukland (3)       | Susanne Nyström              |
| 2011 | Jerry Ahrlin (3)         | Seraina Boner                |
| 2010 | Oskar Svärd              | Jenny Hansson (2)            |
| 2009 | Jerry Ahrlin (2)         | Hilde G. Pedersen (2)        |
| 2008 | Anders Aukland (2)       | Jenny Hansson                |
| 2007 | Jerry Ahrlin             | Hilde G. Pedersen            |
| 2006 | Jørgen Aukland (2)       | Cristina Paluselli (2)       |
| 2005 | Stanislav Řezáč          | Cristina Paluselli           |
| 2004 | Anders Aukland           | Gabriella Paruzzi            |
| 2003 | Jørgen Aukland           | Lara Peyrot                  |
| 2002 | Juan Jesús Gutiérrez (2) | Anna Santer                  |
| 2001 | Juan Jesús Gutiérrez     | Irina Składniewa             |
| 2000 | Fulvio Valbusa           | Swietłana Nagiejkina         |
| 1999 | Johann Mühlegg (2)       | Guidina Dal Sasso (5)        |
| 1998 | Michaił Botwinow (3)     | Guidina Dal Sasso (4)        |
| 1997 | Michaił Botwinow (2)     | Guidina Dal Sasso (3)        |
| 1996 | Maurizio Pozzi           | Guidina Dal Sasso (2)        |
| 1995 | Hervé Balland            | Jewgienia Biczugowa          |
| 1994 | Johann Mühlegg           | Jelena Kaługina              |
| 1993 | Michaił Botwinow         | Tatiana Bondarewa (2)        |
| 1992 | Maurilio De Zolt (4)     | Tatiana Bondarewa            |
| 1991 | Maurilio De Zolt (3)     | Guidina dal Sasso            |
| 1988 | Albert Walder            | Maria Canins (10)            |
| 1987 | Maurilio De Zolt (2)     | Maria Canins (9)             |
| 1986 | Maurilio De Zolt         | Maria Canins (8)             |
| 1985 | Giorgio Vanzetta         | Maria Canins (7)             |
| 1984 | Bengt Hassis             | Maria Canins (6)             |
| 1983 | Walter Mayer             | Maria Canins (5)             |
| 1982 | Dag Atle Bjørkheim       | Maria Canins (4)             |
| 1981 | Sven-Åke Lundbäck        | Maria Canins (3)             |
| 1980 | Iwan Garanin             | Maria Canins (2)             |
| 1979 | Jorma Kinnunen           | Maria Canins (1)             |
| 1978 | Ulrico Kostner (2)       | Dominique Robert             |
| 1977 | Jean Paul Pierrat        | -                            |
| 1976 | Tonino Biondini          | -                            |
| 1974 | Magnar Lundemo           | -                            |
| 1973 | Lars Arne Bölling        | -                            |
| 1972 | Pauli Siitonen           | -                            |
| 1971 | Ulrico Kostner           | -                            |